# Nowy Cmentarz Komunalny w Stargardzie
Nowy Cmentarz Komunalny w Stargardzie – powstała w 2002 najmłodsza nekropolia Stargardu. 
W związku z przepełnieniem Starego Cmentarza w 2002 oddano do użytku Nowy Cmentarz, położony na Giżynku. Obecnie cmentarz zajmuje 9 ha powierzchni, jednak docelowo ma zajmować obszar 26,7 ha.
Przy bramie głównej znajduje się dom pogrzebowy, administracja cmentarza i kolumbarium. Cmentarz jest oświetlony i monitorowany.